# Налоговый период
Нало́говый пери́од — период времени, по окончании которого определяется налоговая база и исчисляется сумма налога, подлежащая уплате. Является одним из обязательных элементов налогообложения. Налоговый период может составлять календарный месяц, квартал, календарный год или иной период времени.

## Определение
Согласно БРЭ налоговый период — это календарный год (месяц, квартал), по окончании которого определяется налоговая база и сумма налога, подлежащая уплате.

## Налоговый период в России
1. Налоговый период и порядок его исчисления устанавливаются Налоговым кодексом Российской Федерации (НК РФ).
2. Если организация была создана после начала календарного года, первым налоговым периодом для неё является период времени со дня её создания до конца данного года. При этом днем создания организации признается день её государственной регистрации. При создании организации в день, попадающий в период времени с 1 декабря по 31 декабря, первым налоговым периодом для неё является период времени со дня создания до конца календарного года, следующего за годом создания.
3. Если организация была ликвидирована (реорганизована) до конца календарного года, последним налоговым периодом для неё является период времени от начала этого года до дня завершения ликвидации (реорганизации). Если организация, созданная после начала календарного года, ликвидирована (реорганизована) до конца этого года, налоговым периодом для неё является период времени со дня создания до дня ликвидации (реорганизации). Если организация была создана в день, попадающий в период времени с 1 декабря по 31 декабря текущего календарного года, и ликвидирована (реорганизована) до конца календарного года, следующего за годом создания, налоговым периодом для неё является период времени со дня создания до дня ликвидации (реорганизации) данной организации. Данные правила не применяются в отношении организаций, из состава которых выделяются либо к которым присоединяются одна или несколько организаций.
4. Вышеизложенные правила не применяются в отношении тех налогов, по которым налоговый период устанавливается как календарный месяц или квартал. В таких случаях при создании, ликвидации, реорганизации организации изменение отдельных налоговых периодов производится по согласованию с налоговым органом по месту учета налогоплательщика.